# Artur Detko
Artur Detko (ur. 18 lutego 1983 w Radomsku) – polski kolarz szosowy występujący w sezonie 2014 w grupie kontynentalnej Mexller.

## Najważniejsze osiągnięcia
- 2008
  - 3. miejsce w Grand Prix Kooperativa
  - 3. miejsce w Wyścigu Dookoła Mazowsza
    - 1. miejsce na 5. etapie

  - 2. miejsce w Memoriał Andrzeja Trochanowskiego
- 2009
  - 1. miejsce w Małopolski Wyścig Górski
    - 1. miejsce na 1. etapie
- 2010
  - 5. miejsce w Pomerania Tour
  - 81. miejsce w Settimana Ciclistica Lombarda
- 2011
  - 9. miejsce w Wyścigu Dookoła Mazowsza
- 2012
  - 9. miejsce w mistrzostwach Polski (start wspólny)
  - 3. miejsce w Pucharze Uzdrowisk Karpackich
- 2013
  - 9. miejsce w mistrzostwach Polski (start wspólny)
  - 9. miejsce w Wyścig Solidarności i Olimpijczyków
- 2014
  - 1.miejsce w Wyścigu o Wielką Nagrodę Bełchatowa
  - 10. miejsce w mistrzostwach Polski (start wspólny)
  - 10. miejsce w Wyścig Solidarności i Olimpijczyków
- 2017
  - 3. miejsce w Memoriał Henryka Łasaka